# Nati nel 1956/Luglio
| Questa pagina contiene informazioni ricavate automaticamente dalle voci biografiche con l'ausilio del template Bio e di un bot. L'aggiornamento è periodico e automatico e ricostruisce completamente la pagina. Se manca una persona in questa lista, sei pregato di non aggiungerla, ma accertati piuttosto che la sua voce biografica contenga il template Bio e che i dati anagrafici siano correttamente compilati. Se il template Bio manca, inseriscilo tu stesso o, in alternativa, metti l'avviso {{tmp\|Bio}} che ne segnala la mancanza. Se i dati riportati sono sbagliati, correggi direttamente la voce biografica; le modifiche saranno visibili in questa lista entro pochi giorni. Per chiarimenti vedi il progetto biografie. La lista contiene solo le 244 persone che sono citate nell'enciclopedia e per le quali è stato implementato correttamente il template Bio. Pagina aggiornata al 18 lug 2025. |

- 1º luglio - Michele Calì, produttore cinematografico e produttore televisivo italiano
- 1º luglio - Dan-I, cantante giamaicano († 2006)
- 1º luglio - Antonio De Luca, vescovo cattolico italiano
- 1º luglio - Xavier Dupré Raventós, archeologo e storico spagnolo († 2006)
- 1º luglio - Mario Leoncini, scacchista e scrittore italiano
- 1º luglio - Enzo Lippolis, archeologo italiano († 2018)
- 1º luglio - Tito Lupini, rugbista a 15 e allenatore di rugby a 15 sudafricano († 2021)
- 1º luglio - Lorna Patterson, attrice statunitense
- 1º luglio - Alan Ruck, attore statunitense
- 1º luglio - Gregg L. Semenza, medico statunitense
- 2 luglio - Jerry Hall, ex modella e attrice statunitense
- 2 luglio - Cynthia Kadohata, scrittrice statunitense
- 2 luglio - Rubén Patagonia, cantante argentino
- 3 luglio - Eddie Edwards, ex tennista sudafricano
- 3 luglio - Robert Hardy, ex giocatore di football americano statunitense
- 3 luglio - Min Aung Hlaing, generale e politico birmano
- 3 luglio - Keith Oakes, ex calciatore inglese
- 3 luglio - Stephen Pearcy, cantante statunitense
- 3 luglio - Ángel Santiago, ex cestista portoricano
- 4 luglio - Igor Gruppman, violinista e direttore d'orchestra ucraino
- 4 luglio - Dieter Kühn, allenatore di calcio e ex calciatore tedesco orientale
- 4 luglio - John R. Leonetti, direttore della fotografia, regista e produttore cinematografico statunitense
- 5 luglio - Horacio Cartes, politico e imprenditore paraguaiano
- 5 luglio - Terry Chimes, batterista britannico
- 5 luglio - George Cumby, ex giocatore di football americano statunitense
- 5 luglio - Péter Eckstein-Kovács, politico rumeno
- 5 luglio - Louis Herthum, attore e produttore cinematografico statunitense
- 5 luglio - James Lofton, giocatore di football americano statunitense
- 5 luglio - Fabienne Serrat, ex sciatrice alpina francese
- 5 luglio - Morten Vinje, ex calciatore norvegese
- 6 luglio - Jean-Paul Agon, imprenditore francese
- 6 luglio - Matt Bahr, ex calciatore e ex giocatore di football americano statunitense
- 6 luglio - Antonella Cimatti, ceramista italiana
- 6 luglio - Anil Madhav Dave, politico indiano († 2017)
- 6 luglio - Carmen Fraile, ex cestista spagnola
- 6 luglio - John Jorgenson, musicista e polistrumentista statunitense
- 6 luglio - Avi Maoz, funzionario e politico israeliano
- 6 luglio - Giovanna Petrenga, politica italiana
- 6 luglio - Loris Pimazzoni, maratoneta italiano († 2019)
- 6 luglio - Casey Sander, attore statunitense
- 7 luglio - Gianni Gaude, doppiatore, direttore del doppiaggio e dialoghista italiano
- 7 luglio - Maurizio Ruggeri Fasciani, giornalista, scrittore e conduttore radiofonico italiano
- 8 luglio - Jean-René Bernaudeau, dirigente sportivo e ex ciclista su strada francese
- 8 luglio - Giovanni Bongiorni, ex velocista italiano
- 8 luglio - Roberto Catterina, ex calciatore italiano
- 8 luglio - Ugo Fabrizio Giordani, regista italiano
- 8 luglio - Millard Hampton, ex velocista statunitense
- 8 luglio - Gianni Marchetti, ex tennista italiano
- 8 luglio - Andrés Ramírez, ex calciatore spagnolo
- 9 luglio - Luis Cabrera, ex calciatore argentino
- 9 luglio - Giampiero David, scacchista italiano
- 9 luglio - Alessio Fasano, pediatra italiano
- 9 luglio - Rubén Giacobetti, ex calciatore argentino
- 9 luglio - Tom Hanks, attore, regista e sceneggiatore statunitense
- 9 luglio - Harald Kloser, musicista, sceneggiatore e produttore cinematografico austriaco
- 9 luglio - Asha-Rose Migiro, politica tanzaniana
- 9 luglio - Bob Miller, ex cestista statunitense
- 9 luglio - Lucia Morselli, dirigente d'azienda italiana
- 9 luglio - Elisabetta Sgarbi, editrice e regista cinematografica italiana
- 10 luglio - Solomon Mahlangu, attivista sudafricano († 1979)
- 10 luglio - Tom McClintock, politico statunitense
- 10 luglio - Ri Yong-ho, politico e diplomatico nordcoreano
- 10 luglio - Frank Stapleton, ex calciatore e allenatore di calcio irlandese
- 10 luglio - Robert Tibshirani, statistico statunitense
- 11 luglio - Pat Cummings, cestista statunitense († 2012)
- 11 luglio - Calvin Garrett, ex cestista statunitense
- 11 luglio - Amitav Ghosh, scrittore e giornalista indiano
- 11 luglio - Marcello Guarducci, ex nuotatore italiano
- 11 luglio - András Herczeg, dirigente sportivo, allenatore di calcio e ex calciatore ungherese
- 11 luglio - Stefano Lorenzetto, giornalista e scrittore italiano
- 11 luglio - Roman Opsitaru, ex cestista rumeno
- 11 luglio - Umberto Paganelli, pattinatore artistico a rotelle italiano († 2015)
- 11 luglio - Robin Renucci, attore e regista francese
- 11 luglio - Alessio Sardelli, attore italiano
- 11 luglio - Antonio Michele Trizza, politico italiano
- 11 luglio - Sela Ward, attrice e ex modella statunitense
- 12 luglio - Jorge Allen, ex rugbista a 15 argentino
- 12 luglio - Tony Galvin, ex calciatore irlandese
- 12 luglio - Mel Harris, attrice statunitense
- 12 luglio - Claudio Molinari, politico italiano
- 12 luglio - Riitta Myller, politica finlandese
- 12 luglio - Sandi Patty, cantante statunitense
- 12 luglio - Markku Peltola, attore finlandese († 2007)
- 13 luglio - Gaetano Daniele, produttore cinematografico italiano
- 13 luglio - Billy Falcon, cantante e paroliere statunitense
- 13 luglio - Claude Giroux, wrestler canadese
- 13 luglio - Günther Jauch, conduttore televisivo, giornalista e produttore televisivo tedesco
- 13 luglio - Park Su-gyo, ex cestista sudcoreano
- 13 luglio - Luigi Prestinenza Puglisi, saggista italiano
- 13 luglio - Antonella Rendina, doppiatrice italiana († 2006)
- 13 luglio - Derek Richardson, ex calciatore inglese
- 13 luglio - Michael Spinks, ex pugile statunitense
- 13 luglio - Jurelang Zedkaia, politico marshallese († 2015)
- 14 luglio - Bob Birch, bassista statunitense († 2012)
- 14 luglio - Julio Chávez, attore argentino
- 14 luglio - Vladimír Kulich, attore cecoslovacco
- 14 luglio - Franz Lackner, arcivescovo cattolico austriaco
- 14 luglio - Stan Pietkiewicz, ex cestista statunitense
- 14 luglio - Brunetto Salvarani, teologo, saggista e critico letterario italiano
- 14 luglio - Gradimir Smudja, fumettista, pittore e illustratore serbo
- 14 luglio - Bernard Toone, cestista statunitense († 2022)
- 15 luglio - Juan de la Cruz Barros Madrid, vescovo cattolico cileno
- 15 luglio - Alex Boegschoten, ex pallanuotista olandese
- 15 luglio - Ian Curtis, cantautore britannico († 1980)
- 15 luglio - Ramón Díaz Eterovic, scrittore e poeta cileno
- 15 luglio - Alex Hagelsteens, ex mezzofondista e maratoneta belga
- 15 luglio - Emmanuel Kundé, calciatore camerunese († 2025)
- 15 luglio - Tito Malcolm, ex cestista panamense
- 15 luglio - Midori Matsushima, politica giapponese
- 15 luglio - Marcel Pérès, organista e cantante francese
- 15 luglio - Frank Pé, fumettista belga
- 15 luglio - Marky Ramone, batterista statunitense
- 15 luglio - Lucrezia Ricchiuti, politica italiana
- 15 luglio - Joe Satriani, chitarrista, compositore e cantautore statunitense
- 15 luglio - Toshihiko Seko, ex maratoneta giapponese
- 15 luglio - Ashoke Sen, fisico indiano
- 16 luglio - Jerry Doyle, attore statunitense († 2016)
- 16 luglio - Lutz Eigendorf, calciatore tedesco orientale († 1983)
- 16 luglio - Dave Johns, attore inglese
- 16 luglio - Anthony Julius, avvocato e saggista britannico
- 16 luglio - Tony Kushner, drammaturgo, sceneggiatore e librettista statunitense
- 16 luglio - George Lyon, politico britannico
- 16 luglio - Enrico Pandiani, scrittore italiano
- 17 luglio - Valentina Aprea, politica italiana
- 17 luglio - Julie Bishop, politica australiana
- 17 luglio - Angelo Cannavacciuolo, scrittore, sceneggiatore e regista italiano
- 17 luglio - Jürgen Groh, ex calciatore tedesco
- 17 luglio - Mike Santos, cestista statunitense († 2008)
- 17 luglio - Rajkumar Santoshi, regista e produttore cinematografico indiano
- 17 luglio - Ken Tralnberg, giocatore di curling canadese
- 17 luglio - Bryan Trottier, ex hockeista su ghiaccio canadese
- 18 luglio - Meral Akşener, politica, insegnante e storica turca
- 18 luglio - Edmund Becker, dirigente sportivo, allenatore di calcio e ex calciatore tedesco
- 18 luglio - Massimo Carfora, terrorista italiano
- 18 luglio - Maurizio Gasparri, politico e giornalista italiano
- 18 luglio - Clay Johnson, ex cestista statunitense
- 18 luglio - Audrey Landers, attrice, cantante e produttrice televisiva statunitense
- 18 luglio - Bob Nelson, sceneggiatore e regista statunitense
- 18 luglio - Mary Seaton, ex sciatrice alpina statunitense
- 18 luglio - Enrico Solmi, vescovo cattolico italiano
- 19 luglio - Peter Barton, attore statunitense
- 19 luglio - Alessandro Cassieri, giornalista italiano
- 19 luglio - Carlo Dinelli, ex arbitro di calcio italiano
- 19 luglio - Ron Estes, politico statunitense
- 19 luglio - Tomás Hirsch, imprenditore, politico e fotografo cileno
- 19 luglio - Veronica Lario, attrice italiana
- 19 luglio - Trott Moloto, allenatore di calcio sudafricano
- 19 luglio - Nikki Sudden, cantautore, musicista e critico musicale britannico († 2006)
- 19 luglio - Juliane Werding, cantante e scrittrice tedesca
- 20 luglio - Paul Cook, batterista inglese
- 20 luglio - Julio César Falcioni, allenatore di calcio e ex calciatore argentino
- 20 luglio - Esther García, produttrice cinematografica spagnola
- 20 luglio - Ryō Ishibashi, attore giapponese
- 20 luglio - Mima Jaušovec, ex tennista jugoslava
- 20 luglio - Manthos Katsoulīs, ex cestista greco
- 20 luglio - Charlie Magri, pugile britannico
- 20 luglio - Francesco Recami, scrittore italiano
- 20 luglio - Dušan Sidor, allenatore di hockey su ghiaccio slovacco
- 20 luglio - Giorgio Trizzino, politico italiano
- 21 luglio - Larry Bethea, giocatore di football americano statunitense († 1987)
- 21 luglio - Andy Campbell, ex cestista australiano
- 21 luglio - Michael Connelly, scrittore e giornalista statunitense
- 21 luglio - Steve Malovic, cestista statunitense († 2007)
- 21 luglio - Romano Musumarra, compositore, arrangiatore e produttore discografico italiano
- 22 luglio - Massimo Carlotto, scrittore, drammaturgo e giornalista italiano
- 22 luglio - Patricia Emonet, ex sciatrice alpina francese
- 22 luglio - Emidio Oddi, allenatore di calcio e ex calciatore italiano
- 22 luglio - Mick Pointer, batterista britannico
- 22 luglio - Mario Sánchez, ex arbitro di calcio cileno
- 22 luglio - Riccardo Tomasini, ex fondista e nuotatore italiano
- 22 luglio - Joško Vlašić, ex multiplista jugoslavo
- 23 luglio - Mike Bruner, ex nuotatore statunitense
- 23 luglio - Arno del Curto, hockeista su ghiaccio e allenatore di hockey su ghiaccio svizzero
- 23 luglio - Zoltán Dani, ufficiale serbo
- 23 luglio - Alessandra Finesso, nuotatrice italiana († 2007)
- 23 luglio - Salvatore Giacalone, politico italiano
- 23 luglio - Maria Grigoraș, ex cestista rumena
- 23 luglio - Gabriella Marchi, ginnasta italiana († 1990)
- 23 luglio - Tengiz Sulakvelidze, ex calciatore sovietico
- 24 luglio - Marc Baecke, calciatore belga († 2017)
- 24 luglio - Charlie Crist, politico e avvocato statunitense
- 24 luglio - Franco Falcetta, ex calciatore italiano
- 24 luglio - Sabina Fedeli, giornalista italiana
- 24 luglio - Michael Gerlach, tastierista e produttore discografico tedesco
- 24 luglio - Stella Morra, teologa italiana
- 24 luglio - Giovanni Pettorino, ammiraglio italiano
- 24 luglio - Marianne Thyssen, politica belga
- 24 luglio - Gianni Togni, cantautore e compositore italiano
- 24 luglio - Leif Yttergren, ex cestista svedese
- 25 luglio - Osvaldo Faustini, ex maratoneta italiano
- 25 luglio - Frances Hamilton Arnold, chimica e ingegnere statunitense
- 25 luglio - Ana Herrero, ex cestista spagnola
- 25 luglio - Christine Maggiore, attivista statunitense († 2008)
- 25 luglio - Santiago Malgosa, ex hockeista su prato spagnolo
- 25 luglio - Livio Manzin, ex calciatore italiano
- 25 luglio - Cristóbal Ortega, calciatore e allenatore di calcio messicano († 2025)
- 26 luglio - Miguel Ángel Belanche, ex calciatore spagnolo
- 26 luglio - Vasile Blaga, politico rumeno
- 26 luglio - Giovanni Bruno, giornalista e conduttore televisivo italiano
- 26 luglio - Marino Busdachin, politico e attivista italiano († 2023)
- 26 luglio - Dario De Luca, ingegnere e politico italiano
- 26 luglio - Napoleone Ferrara, oncologo italiano
- 26 luglio - Andy Goldsworthy, artista e fotografo inglese
- 26 luglio - Dorothy Hamill, ex pattinatrice artistica su ghiaccio statunitense
- 26 luglio - Gordon Igesund, allenatore di calcio e ex calciatore sudafricano
- 26 luglio - Arthur Japin, scrittore olandese
- 26 luglio - Marco Ongaro, cantautore, poeta e scrittore italiano
- 26 luglio - Angelo Maria Petroni, manager e saggista italiano
- 26 luglio - Samuel Puente, ex cestista e allenatore di pallacanestro spagnolo
- 26 luglio - Tommy Rich, wrestler statunitense
- 26 luglio - Desireé Rolando, modella venezuelana
- 26 luglio - Yvonne Timmerman-Buck, politica olandese
- 26 luglio - Sōtīrīs Tsikkos, ex calciatore cipriota
- 26 luglio - Pierre de Villiers, generale francese
- 27 luglio - Garry Birtles, allenatore di calcio e ex calciatore inglese
- 27 luglio - Lacy Clay, politico statunitense
- 27 luglio - Jouko Karjalainen, ex combinatista nordico finlandese
- 27 luglio - Carol Leifer, comica, autrice televisiva e sceneggiatrice statunitense
- 27 luglio - Zlatan Saračević, ex pesista bosniaco
- 28 luglio - Luca Barbareschi, attore, regista teatrale e conduttore televisivo italiano
- 28 luglio - Massimo Cellino, imprenditore e dirigente sportivo italiano
- 28 luglio - Sabrina Grigorian, attrice armena († 1986)
- 28 luglio - Romy Kermer, ex pattinatrice artistica su ghiaccio tedesca
- 28 luglio - Aleksandr Kosenkov, tuffatore sovietico
- 28 luglio - Michèle Rubirola, politica e attivista francese
- 29 luglio - Viv Anderson, allenatore di calcio e ex calciatore inglese
- 29 luglio - Evelyne Dirren, ex sciatrice alpina svizzera
- 29 luglio - Terry Duerod, cestista statunitense († 2020)
- 29 luglio - Ronnie Musgrove, politico statunitense
- 29 luglio - Josef Novák, ex calciatore cecoslovacco
- 29 luglio - Jorge Alberto Ossa Soto, arcivescovo cattolico colombiano
- 29 luglio - Faustino Rupérez, ex ciclista su strada spagnolo
- 29 luglio - Henry Zakka, attore e conduttore televisivo venezuelano
- 30 luglio - Delta Burke, attrice statunitense
- 30 luglio - Georg Gänswein, arcivescovo cattolico e diplomatico tedesco
- 30 luglio - Michael Göring, scrittore tedesco
- 30 luglio - Anita Hill, avvocata e docente statunitense
- 30 luglio - Abdelfettah Mouddani, ex calciatore marocchino
- 30 luglio - Radoslav Zdravkov, dirigente sportivo, allenatore di calcio e ex calciatore bulgaro
- 31 luglio - Bill Callahan, allenatore di football americano statunitense
- 31 luglio - Michael Biehn, attore statunitense
- 31 luglio - Eduardo Agra, ex cestista brasiliano
- 31 luglio - Cico Falzone, chitarrista italiano
- 31 luglio - Deval Patrick, politico, avvocato e imprenditore statunitense